# Capparis panamensis
Capparis panamensis là một loài thực vật có hoa trong họ Capparaceae. Loài này được H.H.Iltis mô tả khoa học đầu tiên năm 1981.